# Horornis vulcanius
Horornis vulcanius è un uccello passeriforme della famiglia Cettiidae.